# Kiyoshi Ōkubo
Kiyoshi Ōkubo (大久保 清, Ōkubo Kiyoshi), 17 janvier 1935 – 22 janvier 1976) est un tueur en série japonais qui est l'auteur des viols et meurtres de huit femmes entre le 31 mars et le 10 mai de l'année 1971 dans la préfecture de Gunma au Japon. Le 22 février 1973, il est condamné à la peine de mort, sentence qui est exécutée le 22 janvier 1976.